# Organización municipal de la provincia de Santa Cruz
En la provincia de Santa Cruz en Argentina el régimen municipal es ejercido por gobiernos locales denominados municipios. Existen también gobiernos locales que no tienen esa categoría y son llamados comisiones de fomento.
Los municipios tienen un ejido limitado a los centros urbanos, quedando extensos territorios fuera de todo gobierno municipal. 

## Los municipios en la Constitución de la Nación Argentina
La organización municipal estuvo contemplada en la Constitución de la Nación Argentina desde su primera promulgación el 1 de mayo de 1853, expresando en su artículo 5 que cada provincia debía dictar una constitución que asegurara su régimen municipal. Sin embargo, no estaba claro si los municipios debían ser autónomos o autárquicos hasta la sentencia del 21 de marzo de 1989 de la Corte Suprema de Justicia de la Nación Argentina (Caso Rivademar), que interpretó que los municipios eran constitucionalmente autónomos.
Esta sentencia fue contemplada en la reforma de la Constitución de la Nación Argentina según el texto sancionado el 22 de agosto de 1994:

Art. 123. Cada provincia dicta su propia Constitución, conforme a lo dispuesto por el Art. 5 asegurando la autonomía municipal y reglando su alcance y contenido en el orden institucional, político, administrativo, económico y financiero.

## Los municipios y comisiones de fomento en la Constitución de la Provincia de Santa Cruz
La Constitución de la Provincia de Santa Cruz sancionada en 1957 y reformada en 1994 y el 27 de noviembre de 1998 establece respecto del régimen municipal lo siguiente:

Art. 104. Corresponde al Poder Legislativo: (...) 2) Fijar divisiones territoriales para mejor administración, reglando la forma de descentralizar la misma, crear centros urbanos y dictar la ley orgánica de municipalidades (...)

Art. 140. En la Capital de la Provincia y en cada centro poblado que cuente con número mínimo de mil habitantes se constituirá un municipio encargado de la administración de los intereses locales.

Art. 141. Esta Constitución reconoce autonomía política, administrativa, económica y financiera a todos los Municipios. Aquellos que dicten su Carta Orgánica Municipal, gozarán además de autonomía institucional. La autonomía municipal que aquí se reconoce no podrá ser limitada por ley ni autoridad alguna.

Art. 142. Aquellos Municipios que así lo decidan, quedan habilitados para el dictado de sus propias Cartas Orgánicas (...)

Art. 144. Los Municipios deberán contar con un Ejecutivo unipersonal y un Cuerpo Deliberativo, fijado en cinco (5) miembros, salvo en la Capital donde constará de siete (7) (...)

Art. 145. Las Cartas Orgánicas deberán asegurar: (...) 5) Un sistema de contralor de las cuentas públicas. 6) El reconocimiento de juntas vecinales y comisiones de vecinos (...)

Art. 146. La Legislatura sancionará la Ley Orgánica Municipal para los municipios que no tengan carta orgánica (...)

Art. 148. En aquellos centros de población que no alcancen el número de mil (1.000) habitantes, los intereses y servicios de carácter comunal estarán a cargo de Comisiones de Fomento cuya integración y atribuciones serán fijadas por ley.

### Alcance de la autonomía institucional
La Constitución de la Provincia de Santa Cruz establece que todos los municipios pueden obtener la autonomía institucional mediante la sanción de una carta orgánica. La constitución establece que los municipios con carta orgánica deben tener un gobierno de elección popular compuesto por un ejecutivo unipersonal, y de un cuerpo deliberativo. Este último debe estar integrado por un número de concejales determinado por la constitución.

## LeyOrgánica de Municipiosn.º 55
La ley Orgánica de Municipios n.º 55 sancionada el 17 de octubre de 1958 y modificada varias veces, establece lo siguiente:

Art. 1. En cada centro poblado de la Provincia que cuenta con mil o más habitantes, se constituirá una municipalidad encargada de la Administración local.

Art. 2. Las municipalidades estarán constituidas por un Departamento Ejecutivo cuyo titular será un ciudadano denominado Intendente; y un Concejo Deliberante que constará de cinco miembros, excepto en la Capital de la Provincia, donde tendrá siete.

Art. 4. Cuando un centro de población alcance el mínimo de habitantes para ser declarado municipio, lo será por ley, la Ley determinará al mismo tiempo, el deslinde y superficie del ejido urbano (...)

Los miembros de las comisiones de fomento fueron designados por el poder ejecutivo provincial hasta la sanción de la ley n.º 3346 el 27 de marzo de 2014, que introdujo modificaciones a la ley Orgánica de Municipios n.º 55 estableciendo la elección popular de los presidentes de las comisiones de fomento (también llamados comisionados de fomento). También redujo el mínimo poblacional de 400 a 200 habitantes. En 2015 asumieron los primeros presidentes elegidos.

Art. 83. Todo centro poblado de la Provincia que tenga más de doscientos (200) habitantes, tendrá derecho a la constitución de una Comisión de Fomento, compuesta por un (1) Presidente, un (1) Secretario y un (1) Tesorero. El Presidente será elegido en forma directa por el pueblo de su jurisdicción y será puesto en funciones por el Poder Ejecutivo Provincial. El término de la duración del mandato será de cuatro (4) años, pudiendo ser reelegidos para nuevos períodos (...)

Art. 86. El Secretario y el Tesorero serán designados por el Presidente de la Comisión de Fomento.

## Delegaciones comunales
Algunos municipios y comisiones de fomento incluyen pequeñas poblaciones en sus ejidos en las cuales designan un delegado comunal.